# PAM-Crash
Pam-Crash je softwarový balík od firmy ESI Group, používaný pro simulaci nárazů, pro posouzení bezpečnosti a pro návrh bezpečnostních systémů cestujících, především v automobilovém průmyslu, kde umožňuje automobilovým konstruktérům simulovat chování navrženého designu vozidla a vyhodnotit potenciál zranění cestujících v různých scénářích nehod.
Využívá se také v oblastech leteckého a kosmického vývoje a výzkumu a v neposlední řadě v oblasti obrany, tzv. defense pro simulace explozí a oblast balistiky včetně terminální. 
Software je vyvíjen od roku 1978 a je spojen s počátkem simulací crashů automobilů. Software je postaven na metodě konečných prvků (MKP) a umožňuje modelování složité geometrie díky široké nabídce různých typů konečných prvků. Program nabízí širokou škálu lineárních a nelineárních materiálů včetně visko-plastických, pěnových materiálů a mnohovrstevnatých kompozitů včetně modelů porušení. Je zde využito explicitní formulace MKP, díky tomu je software vhodný pro simulaci nelineárních úloh s velkým množstvím kontaktů (především na základě penaltového algoritmu).